# Frigyes cseh fejedelem
Frigyes (csehül: Bedřich), (1141/1142 – 1189. március 25.) cseh herceg, majd cseh fejedelem, illetve Olmütz hercege.

## Élete
Édesapja II. Ulászló cseh fejedelem, később I. Ulászló néven Csehország második királya, édesanyja Babenbergi Gertrúd őrgrófnő, III. Lipót osztrák őrgróf és Waiblingeni Ágnes német hercegnő legkisebb gyermeke, Ulászló első felsége. Frigyes volt szüleinek legidősebb fia, három fiuk közül. Egyik testvére Szvatopluk, aki egyben bátyja sógora is volt, mivel mindkettőjük neje magyar hercegnő volt.
Frigyes 1172-ben lett Csehország uralkodója, azonban 1173 szeptemberében Frigyest I. Frigyes német-római császár, egyik unokatestvére II. Szobjeszláv javára. Majd az ő halála után ismét Frigyes irányította országát, 1189 márciusában bekövetkezett haláláig.

## Családfa
Frigyes 1157 januárja után vette feleségül Erzsébet magyar hercegnőt, II. Géza magyar király leányát. Hat gyermekük született:
- Ilona (1158 körül – ?) bizánci nevén Eiréne, Komnénosz Péter felesége
- Zsófia (? – 1195. május 24.) férje Albert meisseni őrgróf
- Ludmilla (1170 körül – 1240. augusztus 14.) aki előbb VI. Adalbert bogeni gróf, majd I. Lajos bajor herceg felesége
- Vratiszláv (? – 1180 előtt) az egyetlen fiú, fiatalon, még apja életében meghalt
- Olga (? – 1163 júliusa) gyermekkorában meghalt
- Margit (? – 1183. július 28.) fiatalon meghalt

| I. Ulászló cseh fejedelem * 1065 k. † 1125. IV. 12. | I. Ulászló cseh fejedelem * 1065 k. † 1125. IV. 12. |                                                  |                                                  | Berg-i Richeza * 1095 k. † 1125. IX. 27. | Berg-i Richeza * 1095 k. † 1125. IX. 27. |  |  | III. Lipót osztrák őrgróf * 1073 † 1136. XI. 15. | III. Lipót osztrák őrgróf * 1073 † 1136. XI. 15. |                                         |                                         | Száli Ágnes * 1072 † 1143. IX. 24. | Száli Ágnes * 1072 † 1143. IX. 24. |
|                                                     |                                                     |                                                  |                                                  |                                          |                                          |  |  |                                                  |                                                  |                                         |                                         |                                    |                                    |
|                                                     |                                                     |                                                  |                                                  |                                          |                                          |  |  |                                                  |                                                  |                                         |                                         |                                    |                                    |
|                                                     |                                                     | II. Ulászló cseh fejedelem * 1117 † 1174. I. 18. | II. Ulászló cseh fejedelem * 1117 † 1174. I. 18. |                                          |                                          |  |  |                                                  |                                                  | Babenberg Gertrúd * 1118 † 1150. IV. 8. | Babenberg Gertrúd * 1118 † 1150. IV. 8. |                                    |                                    |
|                                                     |                                                     |                                                  |                                                  |                                          |                                          |  |  |                                                  |                                                  |                                         |                                         |                                    |                                    |
|                                                     |                                                     |                                                  |                                                  |                                          |                                          |  |  |                                                  |                                                  |                                         |                                         |                                    |                                    |
|                                                     |                                                     |                                                  |                                                  |                                          |                                          |  |  |                                                  |                                                  |                                         |                                         |                                    |                                    |

|                                      |                   |                       |                       | Frigyes * 1141/1142 † 1189. III. 25. | Frigyes * 1141/1142 † 1189. III. 25. | Árpád-házi Erzsébet * 1144/1145 † 1189 után OO 1157 | Árpád-házi Erzsébet * 1144/1145 † 1189 után OO 1157 |                         |                         |  |  |  |  |
|                                      |                   |                       |                       |                                      |                                      |                                                     |                                                     |                         |                         |  |  |  |  |
|                                      |                   |                       |                       |                                      |                                      |                                                     |                                                     |                         |                         |  |  |  |  |
| Vratiszláv † 1180                    | Vratiszláv † 1180 | Zsófia † 1195. V. 24. | Zsófia † 1195. V. 24. | Ilona * 1158 † 1164 után             | Ilona * 1158 † 1164 után             | Olga † 1163. VII.-a                                 | Olga † 1163. VII.-a                                 | Margit † 1183. VII. 28. | Margit † 1183. VII. 28. |  |  |  |  |
|                                      |                   |                       |                       |                                      |                                      |                                                     |                                                     |                         |                         |  |  |  |  |
| Ludmilla * 1170 k. † 1240. VIII. 14. |                   |                       |                       |                                      |                                      |                                                     |                                                     |                         |                         |  |  |  |  |

## Külső hivatkozások
- Bohemia. VLADISLAV II 1140-1174, FRIEDRICH 1172-1173, 1178 (angol nyelven). Foundation for Medieval Genealogy. (Hozzáférés: 2010. december 15.)